# Смолл, Эдвард Фрэнсис
Эдвард Фрэнсис Смолл (англ. Edward Francis Small; 29 января 1891 — январь 1958) — гамбийский профсоюзный и государственный деятель, которого называют «первопроходцем политического сознания Гамбии». Один из немногих образованных африканцев в колонии и протекторате Гамбии начала XX века, Смолл основал первый в стране профсоюз Батерста (тогдашнее название Банжула), первую политическую организацию страны (Ассоциация налогоплательщиков) и первым из африканцев был избран в местный законодательный орган, будучи его депутатом с конца 1941 по начало 1958 года. Он также был делегатом и лидером Национального конгресса Британской Западной Африки (NCBWA).

## Ранние годы и образование
Смолл родился в Батерсте в 1891 году в семье из народа аку Джона Смолла и Элизабет Томас, иммигрантки из Сьерра-Леоне. На момент рождения Смолла Африка уже была разделена колониальными империями на Берлинской конференции 1884 года. Смолл получил начальное образование в Гамбии, но из-за отсутствия там средней школы ему для продолжения образования пришлось перебраться во Фритаун (Сьерра-Леоне), где он посещал методистскую среднюю школу для мальчиков. В 1910 году начал преподавать в этой школе, а в 1915 году вернулся в Батерст, чтобы продолжить работу учителем.

## Миссионерская работа
Смолл присоединился к Уэслианской методистской миссии в Батерсте и был отправлен открыть новую миссию в Балангаре, тогда процветающем торговом городе и курорте. Он провёл там 18 месяцев, прежде чем его перевели в Сукуту после физической конфронтации с белым торговцем из-за колокольного звона. Комиссар дивизии встал в споре на сторону европейца, в результате чего Смолла отослали в Сукуту. Впоследствии тот инцидент вспоминали как «империалистический манёвр по избавлению от неудобного человека».

## Национализм и панафриканизм
Смолл стремился расширить возможности трудящихся Гамбии: крестьян и рабочих. Будучи одним из немногих на этой территории африканцев, которому посчастливилось получить образование, он стремился поделиться знаниями с соотечественниками. С этой целью он организовал вечерние занятия для деревенских жителей и основал первую националистическую газету в стране. Он использовал её, чтобы связаться со своими последователями, даже находясь в изгнании в Сенегале. Основанное им в мае 1922 года в Дакаре (Сенегал) издание Gambia Outlook and Senegambian Reporter было одной из первых газет с панафриканской / сенегамбийской философией.
Вместе с другими аку он основал Союз защиты коренных жителей Гамбии (GNDU). В 1920 году он присутствовал на конференции в Аккре, на Золотом Берегу, где выступил с речью о праве западноафриканцев на самоуправление. Результатом конференции стало формирование Национального конгресса Британской Западной Африки, а по возвращении Смолл учредил его гамбийское отделение.
Во время своего визита во Французскую Западную Африку Смолл также занимался построением политической сети. В июне 1931 года Смолл отправился с миссией в Дакар в сопровождении своего секретаря Бубакара Секи. В то время в Сенегале возрастал интерес к коммунизму и панафриканизму. Во время своего визита Смолл встретился с несколькими сенегальскими активистами, придерживающимися коммунистической, антиколониальной и панафриканской идеологии. Комната, которую он снял на улице Феликса Фора, стала местом встреч, где Смолл обсуждал эти политические учения с собеседниками, в число которых входили Эрнест Черри, человек из Лиги защиты негритянской расы (LDNR), имеющий связи с Французской лигой против колониального угнетения; Фофана Кулибали, бывшая учительница из Французской Гвинеи с радикальными взглядами и антифранцузскими настроениями и Рафаэль Менса из «списка лиц, подозреваемых в сочувствии революционному движению». Смолл также имел связи с англоговорящими чернокожими, включая Уильяма Уинстона, одного из участников выступлений 1922 года в поддержку Маркуса Гарви.

## Профсоюзная и политическая деятельность
Смолл также выступил инициатором учреждения Ассоциации крестьянских кооперативов Гамбии (The Gambia Farmer’s Cooperative Association) в 1917 году и Профсоюза Батерста (Bathurst Trade Union) в 1928—1929 годах. Этот профсоюз называют первым зарегистрированным в Африке, по крайней мере южнее Сахары. В 1929 году этот профсоюз организовал первую в истории страны забастовку в поддержку требований моряков и докеров о повышении заработной платы. В 1935 году на его базе был создан Профсоюз Гамбии.
Смолл активно использовал известный в годы Американской революции лозунг «Нет налогообложения без представительства». Поэтому в 1930 году по инициативе Смолла и его профсоюза была организована Ассоциация налогоплательщиков (Rate Payers' Association, RPA), которая фактически была первой политической силой страны и доминировала в местной политике в Батерсте. Она добилась от британских властей создания в Батерсте в 1931 городского совета и введения в него представителей коренного населения, а на выборах 1936 года получила все шесть мест в муниципальном совете, открытых для кандидатов-африканцев.
Смолл вошёл в Законодательный совет Гамбии 31 декабря 1941 года, представляя муниципальный совет Батерста. В 1947 году были проведены первые прямые выборы в Законодательный совет, и Смолл при поддержке своего профсоюза одержал победу над И. М. Гарбой Джаумпой и Шейхом Омаром Файе. Впоследствии он был назначен в Исполнительный совет 11 декабря 1947 года и повторно 12 июня 1951 года. Он продолжал участвовать в политике Гамбии до своей смерти в январе 1958 года.
Вместе с Ибрагимом Мухаммаду Гарба-Джахумпой и представителями других африканских колоний (как, например, Исаак Теофилус Акунна Уоллес-Джонсон от Сьерра-Леоне) Смолл присутствовал на Всемирной профсоюзной конференции 1945 года в Лондоне.

## Наследие
Профсоюзное движение Смолла вдохновило Алью Эбриму Чама Джуфа, который впоследствии организовал и возглавил «Демонстрацию хлеба с маслом» 1959 года, которая проложила путь к независимости Гамбии.